# Spilosoma flavalis
Spilosoma flavalis är en fjärilsart som beskrevs av Moore 1865. Spilosoma flavalis ingår i släktet Spilosoma och familjen björnspinnare. Inga underarter finns listade i Catalogue of Life.